# Festa de Nossa Senhora da Saúde de Vila Fresca de Azeitão
A Festa de Nossa Senhora da Saúde realiza-se em Vila Fresca de Azeitão desde 1723.
Em face da terrível ameaça de uma Peste, em 1723, o povo da Freguesia de São Simão (Setúbal) pediu a graça de Nossa Senhora, realizando uma procissão pelas aldeias da Freguesia, que milagrosamente não foi atingida pela Peste.
Mais tarde a Festa assumiu também um programa festivo com carácter pagão, do qual se destaca a Prova a Cavalo (Cavalhadas à antiga Portuguesa), a Actuação da Banda Filarmónica (Sociedade Filarmónica Providência - Vila Fresca) e a Missa e Procissão Solene.
A Festa de Nossa Senhora da Saúde é a mais antiga da região e realiza-se junto da Igreja de Vila Fresca, no fim de semana mais próximo do dia 8 de Setembro.